# یون لوچیان
یون لوچیان (رومانیایی: Ion Lucian؛ زاده ۲۴ آوریل ۱۹۲۴ – ۳۱ مارس ۲۰۱۲) کارگردان نمایش، نمایشنامه‌نویس و بازیگر اهل رومانی بود.
از فیلم‌ها یا مجموعه‌های تلویزیونی که وی در آن‌ها نقش داشته است، می‌توان به پنداره‌ها ۱۹۰۰ اشاره نمود.